# Polyclinidae
Polyclinidae zijn een familie van zakpijpen (Ascidiacea) uit de orde van de Aplousobranchia.

## Geslachten
- Aplidiopsis Lahille, 1890
- Aplidium Savigny, 1816
- Morchellioides Herdman, 1886
- Morchellium Giard, 1872
- Neodictyon Sanamyan, 1998
- Polyclinella Harant, 1931
- Polyclinum Savigny, 1816
- Sidneioides Kesteven, 1909
- Synoicum Phipps, 1774